# Cupania dukei
Cupania dukei är en kinesträdsväxtart som beskrevs av T.B. Croat. Cupania dukei ingår i släktet Cupania och familjen kinesträdsväxter. Inga underarter finns listade i Catalogue of Life.